# Ístmia
Ístmia (grec: Ισθμια) és un jaciment, antic santuari de Posidó, situat al nord-est del Peloponnès (Grècia), prop de l'istme de Corint, on en l'antiguitat es feien els Jocs Ístmics (grec: Ἰσθμιάδες - Isthmiades).

Mapa de l'istme de Corint

## Història
Al 196 ae, el general romà Tit Quinti Flaminí proclamà, en el transcurs dels jocs, la independència dels grecs, alliberats del jou de Macedònia.

## Restes arqueològiques

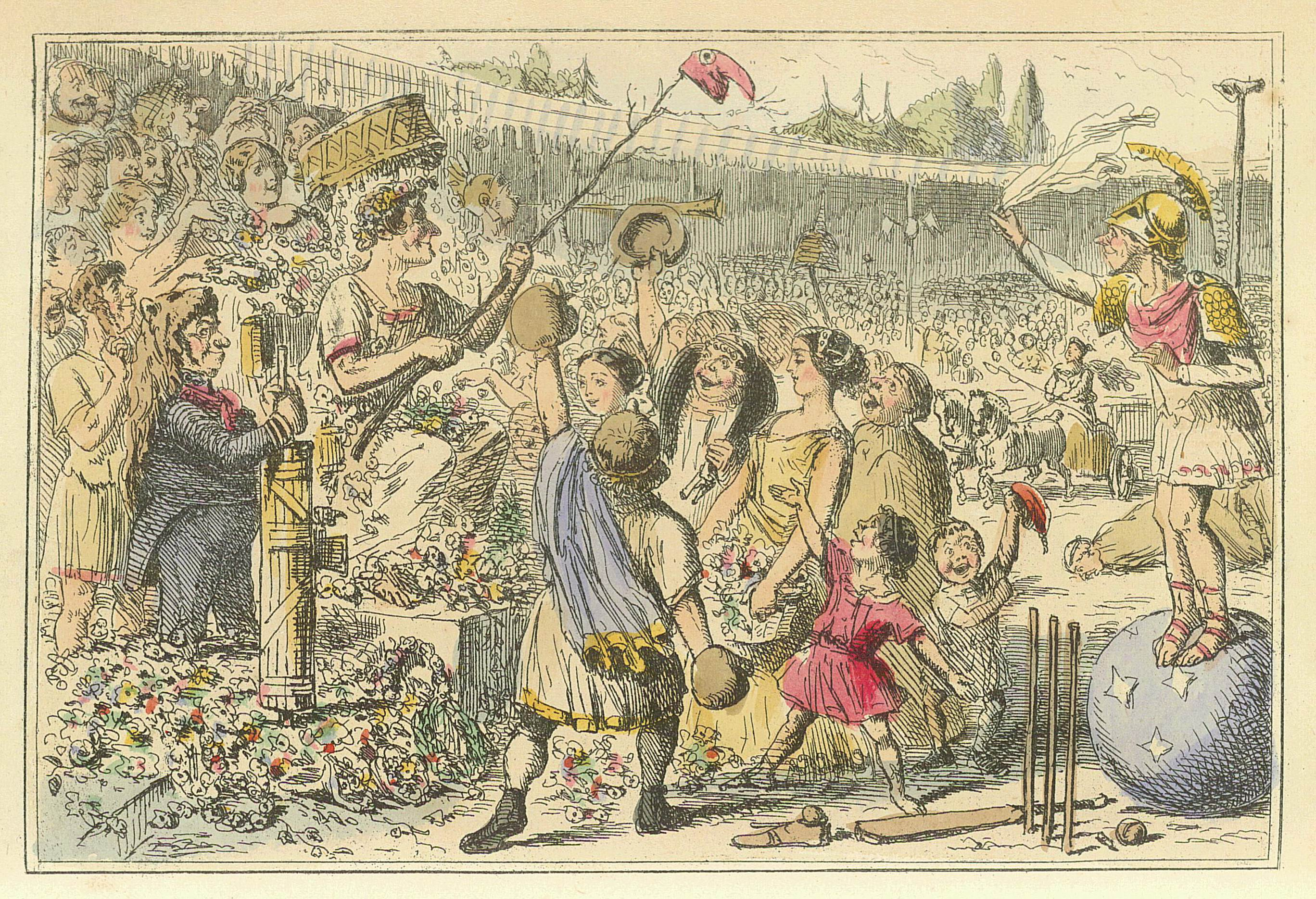
Tit Quinti Flaminí restaurant la llibertat de les ciutats gregues en els Jocs Ístmics. Caricatura de John Leech, 1850

### Heròonde Palèmon
Queden pocs elements visibles del santuari. Es poden esmentar els fonaments del temple de Palèmon, també anomenat Melicertes, construït per l'emperador Hadrià, on estava representat cavalcant en un dofí. Era al costat del santuari de Posidó. Fou construït precisament sobre la línia de sortida del primitiu estadi. El seu nucli principal era un petit edifici circular en forma de tolos, amb columnes jòniques. Figura en algunes monedes romanes de Corint.

### Temple de Posidó
El temple arcaic de Posidó Istmi es construí al 690-650 ae. Fou destruït en l'època de les guerres mèdiques i es reconstruí, més gran, al 465-460 ae. Incendiat durant la Guerra de Corint, al 390 ae, romangué dempeus fins a l'època tardoromana. Durant el segle II fou remodelat i integrat en un recinte més ampli, adornat en tres costats amb pòrtics i una entrada monumental (propileu) cara a la mar.
Era un temple de pedra d'ordre dòric perípter. Els fonaments mostren que tenia forma de rectangle molt allargat (40 x 14 m) i un peristil de set columnes de fusta sobre els costats menors i 19 sobre els majors. Tenia 13 columnes als costats majors i 6 en els menors. El seu estilòbat feia 54 x 23 m. Una filera de columnes recorria l'interior del pronaos. És possible que estiguera decorat amb elements escultòrics als fronts i a les mètopes, encara que en queden poques restes segures entre els pertanyents a la posterior construcció del s. V ae: petits fragments de pedra del lloc i teules de cobertura, a part dels talls dels fonaments.
Segons Pausànias, al pronaos hi havia dues estàtues de Posidó, una d'Amfitrite i una de Talassa, totes de bronze. Herodes Àtic hi donà quatre cavalls d'or amb excepció dels cascs. Al costat dels cavalls hi havia dos tritons d'or, d'ivori de cintura cap avall. Sobre el carro eren Anfitrite i Posidó, i un nen, Palèmon, en peus sobre un dofí. Talassa està representada en relleu situada enmig del carro, sostenint Afrodita nena, i als seus flancs les Nereides.

### Estadis
Particularment remarcable és la línia de sortida de la cursa pedestre de l'estadi, en forma de triangle isòsceles amb una depressió circular al capdamunt. Aquesta línia acabava en un llarg llindar on s'alineaven els atletes, separats per elements verticals tancats per barres horitzontals de fusta. Darrere, dins d'un fossat, el que donava el senyal de sortida maniobrava les cordes disposades en forma de ventall, que, guiades per cavallers de bronze (encara en resten al lloc), es baixaven totes alhora davant els corredors per donar el senyal de sortida. L'estadi era de pedra calcària de l'Acrocorint. Tenia 16 carrers d'1,5 m d'amplària. L'estadi més antic fou desplaçat cap al sud-est i en el nou estadi, construït al segle iv aC, tingué lloc la proclamació d'independència de Grècia per Flaminí.

### Teatre
El teatre pertany al període hel·lenístic, amb restauracions posteriors.

### Termes romanes
Les termes romanes d'Ístmia conserven moltes pilastres que sostenien el paviment de les aigües calentes. També es conserven decoracions de mosaics en el conjunt termal, amb figures de dofins i calamars, entre d'altres.

### Fortalesa de Justinià
Fou construïda amb materials procedents del santuari de Posidó que Justinià feu demolir per alçar aquesta construcció que formava part de les defenses de l'istme.

### Altres troballes
Durant les excavacions aparegueren molts objectes votius pertanyents al temple, figures de bronze, i fragments d'un centenar de cascs. Una gran copa per a libacions, sostinguda per figures femenines l'estil de les quals ens remet al 650 ae, constitueix un excel·lent exemple d'escultura grega arcaica, encara relacionada amb l'art dedàlic.

## Història de les excavacions
Algunes columnes dòriques aparegudes en una fortalesa bizantina ja havien fet sospitar al francés Paul Monceaux al 1883 que sota la fortalesa s'havia de trobar el temple del déu Posidó; però les seues excavacions i altres treballs posteriors no donaren resultat.
Només al 1952 un altre equip d'arqueòlegs de la Universitat de Chicago, dirigits per Oscar Broneer, seguint les excavacions a la zona oest de la fortalesa, d'acord amb l'Escola Americana d'Estudis Clàssics d'Atenes, trobaren els talls a la roca corresponents als fonaments del temple.
Alhora, el Servei Arqueològic Grec iniciava, una mica més al sud, l'excavació d'un llarg mur de tècnica ciclòpia que posteriorment es va revelar de fragments ceràmics, corresponent a l'època micènica (segle xiii aC), que demostrava l'antiguitat de la zona.
De 1952 a 1960 s'excavaren les restes del santuari de Posidó Istmi, del Palemònion i el teatre. Excepte les termes romanes i el teatre, que s'han conservat parcialment, dels altres monuments resten els fonaments o poc més. Les columnes, blocs de pedra i altres elements constructius s'utilitzaren al segle vi per construir la muralla llarga de l'istme i la propera fortalesa de Justinià II.
A partir de 1967 les excavacions, les reprengué la Universitat de Los Angeles juntament amb l'Escola Americana d'Estudis Clàssics d'Atenes, dirigides per Paul A. Clement. En les termes romanes es van traure a la llum paviments grans i ben conservats de mosaics.

## Museu arqueològic
El Museu Arqueològic d'Ístmia, en funcionament des del 1978, exposa els objectes descoberts al jaciment, a més d'altres trobats als voltants, especialment en les excavacions del port antic de Cèncrees, on es trobaren grans plaques decoratives de vidre acolorit.